# Claude-Paul Taffanel
Claude-Paul Taffanel (Burdeos, 16 de septiembre de 1844-París, 22 de noviembre de 1908) fue un flautista, director de orquesta y pedagogo francés, considerado como el fundador de la Escuela Francesa de flauta que dominó la composición y la interpretación de flauta durante la segunda mitad del siglo XIX.

## Biografía

### Primeros años
Nacido en Burdeos, Taffanel recibió sus primeras lecciones de flauta de su padre a la edad de nueve años. Tras dar su primer concierto a la edad de diez años, estudió con Louis Dorus en el Conservatorio de París. Una vez graduado en 1860, ganó el primero de varios premios por su actuación con la flauta a la edad de dieciséis años. Taffanel invirtió 30 años construyendo una carrera sustancial tanto como solista como integrante de orquesta, llegando a ser conocido como el flautista más famoso de su tiempo y restableciendo al instrumento en la línea principal de la música. Llegó a ser uno de los músicos más importantes que intentó desarrollar un estilo de música nacional en Francia.

### Docencia
En 1893, Taffanel llegó a ser profesor de flauta en el Conservatorio. Como profesor, revisó el repertorio del instituto y los métodos de enseñanza, reestructurando el formato tradicional para dar a los estudiantes una atención individual mientras se construía una reputación como un profesor inspirador. Enseñó a sus alumnos a tocar un estilo nuevo, más suave, que incluía un ligero vibrato cuidadosamente modulado.

### Reviviendo la música antigua
Taffanel también renovó el repertorio requerido para los alumnos del Conservatorio. Comenzando en 1894, reemplazó gran parte de la música del siglo XIX, que su alumno Louis Fleury denominó «idle twittering», por los trabajos de Johann Sebastian Bach y otros compositores del siglo XVIII. Hasta entonces, los músicos franceses habían ignorado el renacimiento de Bach que barrió Inglaterra, Alemania y Austria. Alfredo Casella, que estudió a Bach en Italia antes de ir a París, notó que ninguno de sus estudiantes del Conservatorio conocía la música de ese compositor.
Taffanel viajó mucho por Europa. Esto le situó por delante de sus contemporáneos en cuanto a tomar conciencia del repertorio barroco. Sus viajes incluían, conciertos de Mozart en Gewandhaus, Leipzig, un honor singular para un intérprete francés. Gracias a esa concienciación, el impacto de Taffanel en el resurgimiento de la música antigua en Francia no puede ser subestimada. Fleury escribió,

Las sonatas de Bach, esas maravillas, enterradas en el polvo de las bibliotecas durante largo tiempo, despertaron para encontrar un intérprete real en Taffanel. Él fue el primero en Francia en encontrar el significado de estos trabajos, que sus colegas pensaron que estaban mal escritos para el instrumento... Es un hecho, aunque duramente creíble, que antes de 1895, las sonatas de Bach no se enseñaban en clase de flauta en el Conservatorio.
Louis Fleury

Su trabajo provocó y ayudó a aumentar el interés en Francia por la música antigua, con ediciones de la música de Jean-Philippe Rameau (la edición completa de las obras de Rameau fue supervisada a partir de 1894 por Camille Saint-Saens, para la editorial Durand). En 1897, Taffanel también llegó a ser maestro de la clase de orquesta en el Conservatorio.

### Director de orquesta
Además de sus deberes de enseñanza, Taffanel llegó a ser un importante director de ópera y orquesta, sirviendo desde 1890 a 1906 como director de la Opera de París. Previamente, estos cargos se concedían a violinistas; Taffanel fue el primer flautista en dirigirlos. Los deberes de Taffanel en la Opera incluían la dirección de todas las nuevas producciones, entre las que se encontraban los estrenos franceses de varias operas de Wagner y Otello de Verdi. En la Société des Concerts, Taffanel dirigió a Saint-Saens y a otros compositores contemporáneos franceses. También dio el estreno mundial de Quattro Pezzi Sacri de Verdi. Revisó el repertorio del conservatorio y los métodos de enseñanza, poniendo la música de otros compositores extranjeros, incluyendo Bach, de vuelta al repertorio del instituto.

### Músico de cámara
Ni siquiera la música de cámara escapa a la atención de Taffanel. Sociedad de Música de Cámara para Instrumentos de Viento en 1879, revivió la música de Mozart y Beethoven mientras que también inspiró la creación de muchos nuevos trabajos, incluyendo Petite symphonie de Charles Gounod. Además, durante la década de 1880, Taffanel participó en conciertos «históricos», tocando su flauta Boehm junto con la viola de gamba y el clave en actuaciones de música barroca.

### Fallecimiento
Sufrió deterioro físico en 1901, y falleció en París el 22 de noviembre de 1908.

## Obras
Taffanel fue un buen compositor de flauta y para quinteto de vientos, escribiendo varias piezas consideradas parte del repertorio estándar actual. Sus obras más destacadas son:
- Andante Pastoral et Scherzettino.
- Grande Fantasie (Mignon).
- Fantasie sur Der Freischutz.
- Quintette, para quinteto de viento.

Escribió un texto de método para flauta, 17 Grands Exercices Journaliers De Mecanisme, que se finaliza después de su deceso por dos de sus estudiantes, Louis Fleury y Philippe Gaubert. Aún hoy, es considerado un libro de métodos estándar para flautistas. Gaubert fue el segundo (después de Taffanel) más reconocido flautista y compositor francés.

## Estilo de interpretación
Taffanel llegó en un momento crucial en la historia de la flauta, después de que Theobald Boehm remodelara completamente el instrumento. Probó que la flauta tenía capacidad de elegancia y expresividad extrema. Al mismo tiempo, el credo respaldado por la «Escuela francesa de flauta» de que la calidad del tono era más importante que la intensidad no siempre fue cierto para él. Su registro bajo fue descrito, a menudo, como «potente y ordinario», «amplio» o «completo». Esto puede haber sido en parte a las audiencias parisinas de la época, que esperaban que la flauta tocara con asertividad junto con todos los instrumentos de viento. Cuando Hans von Bülow dirigió la Orquesta Filarmónica de Berlín en París, la audiencia criticó el tono de los instrumentos de viento como demasiado bajo.
Barrère recordó en 1921 que la calidad y cantidad del tono, así como la técnica refinada no eran todo el conjunto de la interpretación de Taffanel. Fleury añadió,

Elegancia, flexibilidad y sensibilidad eran los sellos de Taffanel, y su virtuosismo fenomenal era tan discreto como era posible. Odió la afectividad, creyendo que el texto de la música debería ser totalmente respetado, y bajo la fluidez flexible de su juego había una adhesión rigurosa a la exactitud del pulso y del ritmo.
Fleury, citado por Powell.

«Adhesión rigurosa» es una expresión relativa, ya que según los estándares de la época, el pulso y el ritmo de Taffanel carecían de exageración. Cuando la interpretación rítmica llegó a ser más literal en el siglo XX, las grabaciones de los contemporáneos de Taffanel llegaron a sonar relativamente libres.
Otro aspecto que Taffanel cambió fue el uso del vibrato. De nuevo, su interpretación contradice lo que la «Escuela francesa de flauta» practicó posteriormente. El Método Taffanel-Gaubert desaconsejaba el vibrato, especialmente en la interpretación de música antigua. El mismo Taffanel, sin embargo, empleaba un «vibrato ligero, casi imperceptible», según Fleury. Otro alumno, Adolphe Hennebains, da más detalles:

Cuando él nos hablaba de las notas con vibrato o expresión, nos dijo con aire misterioso que estas notas, parecían venir de él mismo. Uno tenía la impresión de que estas venían directamente del corazón o del alma.
Adolphe Hennebains, citado por Marcel Moyce